# María Jesús Peñarrubia
María Jesús Peñarrubia Ponce es una doctora en medicina y cirugía española especialista en hematología y hemoterapia. Es Jefa del Servicio de Hematología y Hematoterapia en el Hospital Clínico Universitario de Valladolid. Investiga en leucemia mieloide crónica (LMC), linfomas y síndromes linfoproliperativos crónicos.

## Ámbito profesional
María J Peñarrubia obtuvo el grado de doctor en la Universidad Autónoma de Madrid, en 2004 con la tesis Dosis intermedias frente a dosis estándar de interferón-alfa en el tratamiento de la leucemia mieloide crónica bajo la dirección de Juan Luis Steegmann Olmedillas.
Es integrante del Grupo Español de Linfomas/Trasplante Autólogo de Médula Ósea (GELTAMO). y vicepresidenta de la Sociedad Castellano-Leonesa de Hematología y Hematoterapia (SCLHH)
En el Hospital Universitario Río Hortega de Valladolid fue responsable de la Unidad de trasplantes autólogos de progenitores hematopoyéticos de médula ósea y sangre periférica.
Es Jefa del Servicio de Hematología y Hematoterapia en el Hospital Clínico Universitario de Valladolid y profesora asociada en la Universidad de Valladolid.

## Publicaciones
Artículos y otras publicaciones de María Jesús Peñarrubia Ponce pueden consultarse en:
- Publicaciones de MJ Peñarrubia Ponce en Pub-Med
- Publicaciones de ‘’MJ Peñarrubia en Blood Journal. (enlace roto disponible en Internet Archive; véase el historial, la primera versión y la última).
- Publicaciones de Peñarrubia Ponce, María Jesús, en Google Scholar
- Publicaciones de Peñarrubia MJ en Google Scholar – Google Académico
- Publicaciones de Maria J Peñarrubia en researchgate.net
- Publicaciones de María Jesús Peñarrubia Ponce en Dialnet